# Garmenjak Veli (Dugi otok)
Garmenjak Veli je nenaseljeni otočić u Parku prirode Telašćica, oko 160 metara od zapadne obale Dugog otoka. Pripada parku prirode Telaščica. U blizini su i otoci Garmenjak Mali (400 m sjeverozapadno) i hrid Taljurić (830 m jugoistočno).
Površina otoka je 0,093 km2, duljina obalne crte 1432 m, a visina 24 metra.